# Castelnuovo della Daunia
Castelnuovo della Daunia là một đô thị thuộc tỉnh Foggia trong vùng Puglia của Ý. Đô thị này có diện tích 61 km², dân số 1763 người.
Đô thị này giáp với các đô thị sau: 
Casalnuovo Monterotaro, Casalvecchio di Puglia, Lucera, Pietramontecorvino, San Giuliano di Puglia, Santa Croce di Magliano, Torremaggiore.